# Solniki Wielkie (gromada)
Solniki Wielkie – dawna gromada, czyli najmniejsza jednostka podziału terytorialnego Polskiej Rzeczypospolitej Ludowej w latach 1954–1972.
Gromady, z gromadzkimi radami narodowymi (GRN) jako organami władzy najniższego stopnia na wsi, funkcjonowały od reformy reorganizującej administrację wiejską przeprowadzonej jesienią 1954 do momentu ich zniesienia z dniem 1 stycznia 1973, tym samym wypierając organizację gminną w latach 1954–1972.
Gromadę Solniki Wielkie z siedzibą GRN w Solnikach Wielkich utworzono – jako jedną z 8759 gromad na obszarze Polski – w powiecie oleśnickim w woj. wrocławskim, na mocy uchwały nr 23/54 WRN we Wrocławiu z dnia 2 października 1954. W skład jednostki weszły obszary dotychczasowych gromad Solniki Wielkie, Gręboszyce, Strzałkowa, Świerzna, Bogusławice, Nowoszyce, Wszechświęte, Wyszogród i Zarzysko ze zniesionej gminy Solniki Wielkie w tymże powiecie. Dla gromady ustalono 22 członków gromadzkiej rady narodowej.
31 grudnia 1961 do gromady Solniki Wielkie włączono wsie Solniki Małe i Kijowice ze zniesionej gromady Kruszowice oraz wieś Zawidowice ze zniesionej gromady Zbytowa w tymże powiecie.
1 stycznia 1969 z gromady Solniki Wielkie wyłączono wsie Kijowice i Solniki Małe, włączając je do nowo utworzonej gromady Bierutów w tymże powiecie.
Gromada przetrwała do końca 1972 roku, czyli do kolejnej reformy gminnej.